# 2月26日 (旧暦)
旧暦2月26日は旧暦2月の26日目である。六曜は先負である。

## できごと
- 天平16年（ユリウス暦744年4月13日） - 聖武天皇が恭仁宮から難波宮に遷都。翌年平城京に戻す
- 弘仁14年（ユリウス暦823年4月10日） - 嵯峨天皇の勅により比叡山寺の寺号を延暦寺に改める
- 寛元元年（ユリウス暦1243年3月18日） - 仁治から寛元に改元された
- 文保2年（ユリウス暦1318年3月29日） - 花園天皇が譲位し後醍醐天皇が即位
- 正平6年/観応2年（グレゴリオ暦1351年3月24日） - 上杉能憲が摂津で高師直・師泰を殺害
- 慶長14年（グレゴリオ暦1609年3月31日） - 薩摩藩主・島津家久が琉球に出兵し首里城を攻略
- 安政5年（グレゴリオ暦1858年4月9日） - 飛越地震。北陸地方で大きな被害。

## 誕生日
- 承久2年（ユリウス暦1220年4月1日） - 後嵯峨天皇、88代天皇（+ 1272年）
- 万治元年（グレゴリオ暦1658年3月29日） - 室鳩巣、儒学者（+ 1734年）
- 宝永6年（グレゴリオ暦1709年4月5日） - 谷川士清、国学者（+ 1776年）

## 忌日
- 正平6年/観応2年（ユリウス暦1351年3月24日） - 高師直、高師泰、高師世、高師夏、武将
- 正平7年/観応3年（ユリウス暦1352年3月12日） - 足利直義、武将・足利尊氏の弟（* 1306年）
- 弘化元年（グレゴリオ暦1844年4月13日） - 間宮林蔵、探検家（* 1775年）